# Dunkla poeterna
De Dunkla poeterna (kinesiska: 朦胧诗人; pinyin: Ménglóng Shīrén) är en grupp av modernistiska kinesiska poeter som uppstod under slutet av 1970-talet som en reaktion mot kulturrevolutionens begränsningar. De kallas så eftersom deras verk har fördömts av myndigheterna som "dunkel", "oklar" eller "obskyr" poesi (menglong shi). Rörelsen var till en början centrerad kring tidskriften Jintian (kinesiska:今天; pinyin: Jīntiān; svenska; Idag) som utkom mellan 1978 och 1980 och därefter förbjöds.
De dunkla poeterna förnyade kinesisk poesi med influenser från västerländsk diktning. Deras poesi är individualistisk och subjektiv, präglad av hermetiska allusioner och metaforer.  
Rörelsens fyra viktigaste poeter Bei Dao, Gu Cheng, Duo Duo och Yang Lian tvingades alla i exil efter protesterna på Himmelska fridens torg 1989. Andra som Mang Ke och Shu Ting blev kvar i Kina. Några andra poeter som förknippats med den dunkla poesin är Bei Ling, Jiang He, Xi Chuan, Yan Li och Zhang Zhen. 
De dunkla poeternas verk har haft ett starkt inflytande på texter av Kinas första generation rockmusiker, särskilt Cui Jian. 
Jintian återuppstod i Sverige 1990 som ett forum för kinesiska exilförfattare.  